# 1092 Lilium
1092 Lilium је астероид главног астероидног појаса са пречником од приближно 46,17 .
Афел астероида је на удаљености од 3,129 астрономских јединица (АЈ) од Сунца, а перихел на 2,673 АЈ.
Ексцентрицитет орбите износи 0,078, инклинација (нагиб) орбите у односу на раван еклиптике 5,390 степени, а орбитални период износи 1804,876 дана (4,941 године).
Апсолутна магнитуда астероида је 10,82 а геометријски албедо 0,039.
Астероид је откривен 12. јануара 1924. године.